# 8995 Rachelstevenson
A 8995 Rachelstevenson (ideiglenes jelöléssel (8995) 1981 EB9) a Naprendszer kisbolygóövében található aszteroida. Schelte J. Bus fedezte fel 1981. március 1-jén.